# Diga di Simbirizzi
La diga di Simbirizzi è uno sbarramento artificiale situato nell'omonima località, nel territorio di Quartu Sant'Elena (città metropolitana di Cagliari).
L'opera è stata realizzata tra il 1951 e il 1958 su progetto esecutivo redatto dall'ingegnere Mario Mulas.

La diga, di tipo murario a volta ad arco-gravità, è stata realizzata ai margini di una conca naturale dando origine al lago omonimo; comprese le fondamenta ha un'altezza di 22 metri e sviluppa un coronamento di 57,10 metri a 35 metri sul livello del mare.

Alla quota di massimo invaso, prevista a quota 33,50 il bacino generato dalla diga ha una superficie dello specchio liquido di 3,23 chilometri quadrati, mentre il suo volume totale è calcolato in 33,44 milioni di metri cubi. La superficie del bacino imbrifero direttamente sotteso è di circa 7,80 chilometri quadrati.
L'impianto, di proprietà della Regione Sardegna, fa parte del sistema idrico multisettoriale regionale ed è gestito dall'Ente acque della Sardegna.